# Liste des municipalités du Sinaloa

Armoiries de l'État de Sinaloa

L'État de Sinaloa est divisé en 18 municipalités. La capitale est Culiacán Rosales.

## Liste des municipalités et des codes INEGI associés
Le code INEGI complet de la municipalité comprend le code de l'État - 25 - suivi du code de la municipalité. Exemple : Culiacán = 25006. Chaque municipalité comprend plusieurs localités. Ainsi, pour le chef-lieu de la municipalité de Culiacán, la ville de Culiacán Rosales : 250060001.

État de Sinaloa

Municipalités du Sinaloa

| Code INEGI | Municipalité      | Chef-lieu de la municipalité | Date de création | Population (2010) | Superficie (km²) |
| ---------- | ----------------- | ---------------------------- | ---------------- | ----------------- | ---------------- |
| 001        | Ahome             | Los Mochis                   | 1917             | 416 299           | 4 342,9          |
| 002        | Angostura         | Angostura                    | 1916             | 44 993            | 1 447,0          |
| 003        | Badiraguato       | Badiraguato                  | 1915             | 29 999            | 5 864,8          |
| 004        | Concordia         | Concordia                    | 1915             | 28 493            | 1 524,3          |
| 005        | Cosalá            | Cosalá                       | 1915             | 16 697            | 2 665,1          |
| 006        | Culiacán          | Culiacán Rosales             | 1915             | 858 638           | 4 758,0          |
| 007        | Choix             | Choix                        | 1916             | 32 998            | 4 512,4          |
| 008        | Elota             | La Cruz                      | 1917             | 42 907            | 1 518,0          |
| 009        | Escuinapa         | Escuinapa de Hidalgo         | 1915             | 54 131            | 1 633,2          |
| 010        | El Fuerte         | El Fuerte                    | 1915             | 97 536            | 3 843,0          |
| 011        | Guasave           | Guasave                      | 1916             | 285 912           | 3 464,4          |
| 012        | Mazatlán          | Mazatlán                     | 1915             | 438 434           | 3 068,5          |
| 013        | Mocorito          | Mocorito                     | 1915             | 45 847            | 2 566,0          |
| 014        | Rosario           | El Rosario                   | 1915             | 49 380            | 2 723,3          |
| 015        | Salvador Alvarado | Guamúchil                    | 1962             | 79 085            | 1 197,5          |
| 016        | San Ignacio       | San Ignacio                  | 1915             | 22 527            | 4 651,0          |
| 017        | Sinaloa           | Sinaloa de Leyva             | 1915             | 88 282            | 6 186,5          |
| 018        | Navolato          | Navolato                     | 1982             | 135 603           | 2 285,0          |